# جایزه برام استوکر

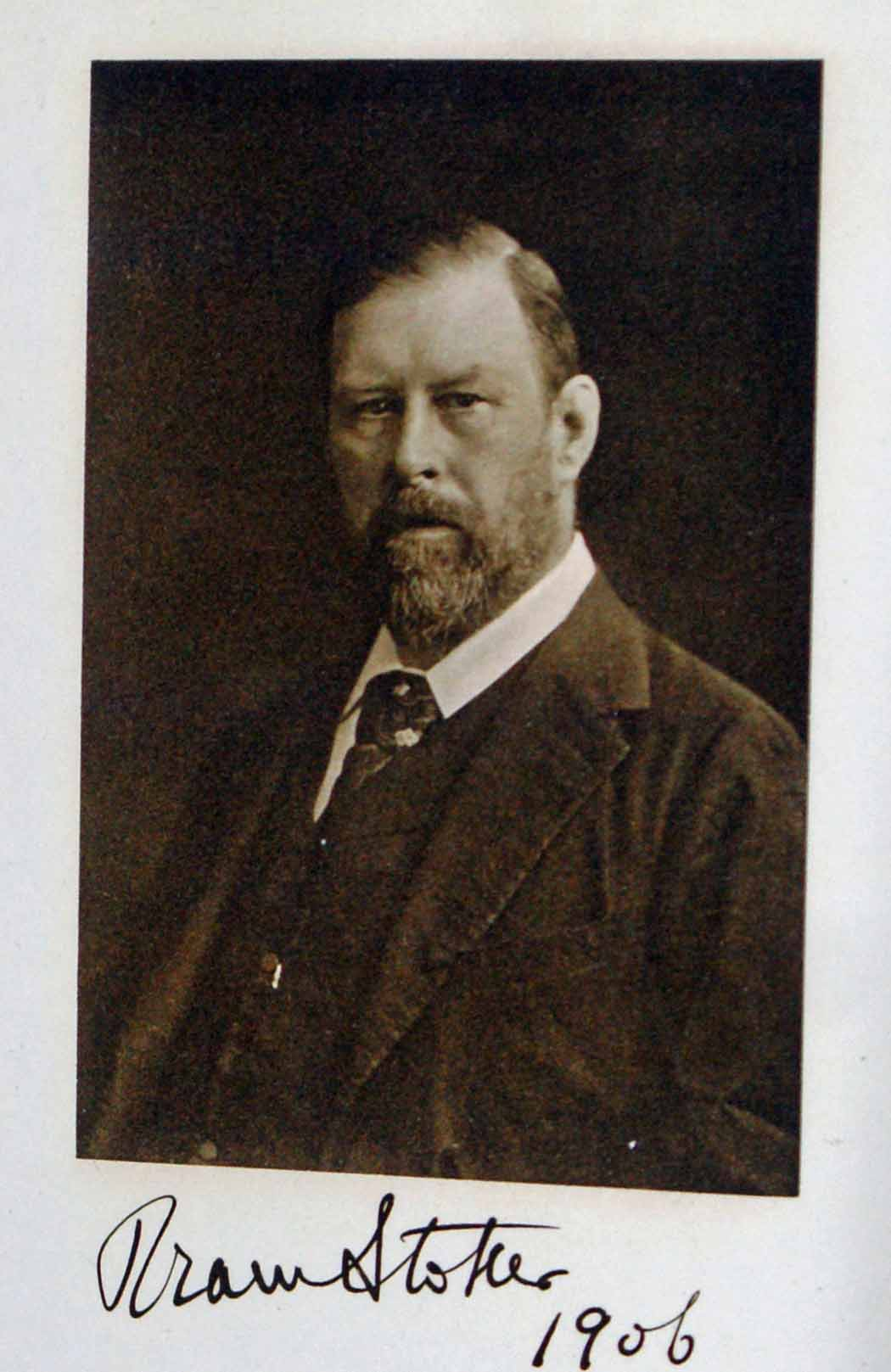
جایزه برام استوکر

جایزه برم استوکر (انگلیسی: Bram Stoker Award) جایزه‌ای متعلق به انجمن نویسندگان وحشت است که از سال ۱۹۸۷ هر ساله به برترین نویسنده در گونه ادبی وحشت و خیال‌پردازی تاریک داده می‌شود. نام این جایزه برگرفته از برام استوکر ایرلندی خالق اثر معروف دراکولا است.

## دسته‌بندی جوایز
این جایزه در ۱۲ بخش به برترین داستان با موضوع وحشت اهدا می‌شود
- رمان ۱۹۸۷–
- نویسندگان رمان اول ۱۹۸۷–
- بزرگسالان جوان ۲۰۱۱–
- رمان گرافیک ۲۰۱۱–
- رمان بلند ۱۹۹۸–
- رمان کوتاه ۱۹۹۸–
- مجموعه داستانی ۱۹۹۸–
- نمایش‌نامه رسانه‌ای ۱۹۹۸–۲۰۰۴، ۲۰۱۱–
- گلچین ادبی ۱۹۹۸–
- ادبیات غیر داستانی ۱۹۸۷–
- مجموعهٔ شعر ۲۰۰۰–
- دست‌آوردهای زندگی ۱۹۸۷–

## برندگان گذشته
- لیندا ادیسون
- مایکل آرنزن
- کلایو بارکر
- لرید بارون
- چارلز بیومونت
- رابرت بلاچ
- جو هیل
- ریچارد بردبری
- هارلن الیسون
- رین گریوز
- کیتلین کیرنان
- استیون کینگ
- کیتی کجا
- جو آر لانسدال
- ریچارد لیمون
- جاناتان مبری
- جرج آر. آر. مارتین
- ریچارد متیسون
- آلن مور
- مایکل مورکوک
- / دیوید مورل
- ویلیام اف نولان
- جویس کارول اوتس
- / الکس پرویاس
- جی. کی. رولینگ
- جان شرلی
- دن سیمونز
- پیتر استروب
- رابرت واینبرگ
- الن داتلوو
- نیل گیمن